# Bab El Khemis (Marrakech)
Pour les articles homonymes, voir Bab El Khemis.
Bab El Khemis (en arabe : باب الخميس, en berbère : ⴰⴳⴳⵓⵔ ⵏ ⵓⴽⵡⴰⵙ, aggur n'ukwas) est une porte fortifiée située à Marrakech. Elle est située au nord de la médina et fait partie des portes majeures de la vieille ville. Elle compte également parmi les plus anciennes, puisque son existence est attestée depuis l'époque almoravide. Bab El Khemis est particulièrement connu pour son marché aux puces.

## Toponymie
Située au nord-est de la ville fortifiée, la porte était autrefois connue sous le nom de Bab Fas. C'était en effet la porte la plus septentrionale de la vieille ville, et elle constituait naturellement le point de départ privilégié vers Fès, autre grande capitale impériale du Maroc, que ce soit d'ailleurs via l'itinéraire intérieur de la Tadla ou via l'itinéraire côtier. Ce nom semble disparaître progressivement pendant la période mérinide. Dans al-Riḥla al-Murrākušiya, Ibn al-Mu'aqqit indique que la porte porte le nom de Bāb Aš-Šayḫ Abī al‘Abbās al-Sabtī, du nom d'Abu al-Abbas as-Sabti, plus vénéré des sept saints de Marrakech. La Zaouia de Sidi Bel Abbès se situait en effet non loin de la porte. C'est sans doute à mesure que s'organise le marché du jeudi, souq el khemis, au XVIIIe ou au XIXe siècle, que la porte prend le nom qu'on lui connaît.

## La porte

### Histoire
La construction de Bab El Khemis date de 1126/1127. Gaston Deverdun, historien et archéologue spécialiste de la médina de Marrakech, affirme dans un article de la revue Hespéris consacrée à l'histoire des portes de Marrakech qu'il subsiste des traces de l'ancien agencement de la porte en coude simple, typique des portes fortifiées d'époque almoravide. À l'époque almohade (XIIe – XIIIe siècle), la porte a été agrandie et rénovée pour obtenir le plan qu'on lui connaît, à quatre coudes. La présence de banquettes dans des défoncements de la porte est en effet caractéristique de l'architecture. Une légende affirme que les vantaux de la porte intérieure ont été amenés d'Espagne à l'issue d'une campagne militaire victorieuse. La porte a connu une rénovation sans doute conséquente sous le règne de Moulay Slimane, en 1803, dont témoigne un court poème inscrit sur la paroi nord de la dernière chambre, du côté intra-muros. Au tout début du XXe siècle, le mur séparant la première et la dernière chambre a été abattu afin de faire de Bab El Khemis une porte simple (dépourvue de coude), de manière à fludifier la circulation, importante les jours de marché.

### Structure
L'imposante porte de Bab El Khemis présente une structure interne à quatre coudes. Depuis l'extérieur, la première chambre est de plan barlong, surmonté d'un plafond à quatre pentes. La deuxième chambre, à l'est de la première, est sensiblement identique à la première. Au sud, une baie en plein cintre donne accès à un troisième espace carré à ciel ouvert. À l'ouest, la dernière chambre est surmontée d'une voute d'arêtes, adjacent à un vestibule final permettant le maniement des vantaux de la baie intérieure. Une pente inclinée située dans la partie est de la porte donne accès à la terrasse. La structure est en béton protégé par un parement de briques à l'intérieur.

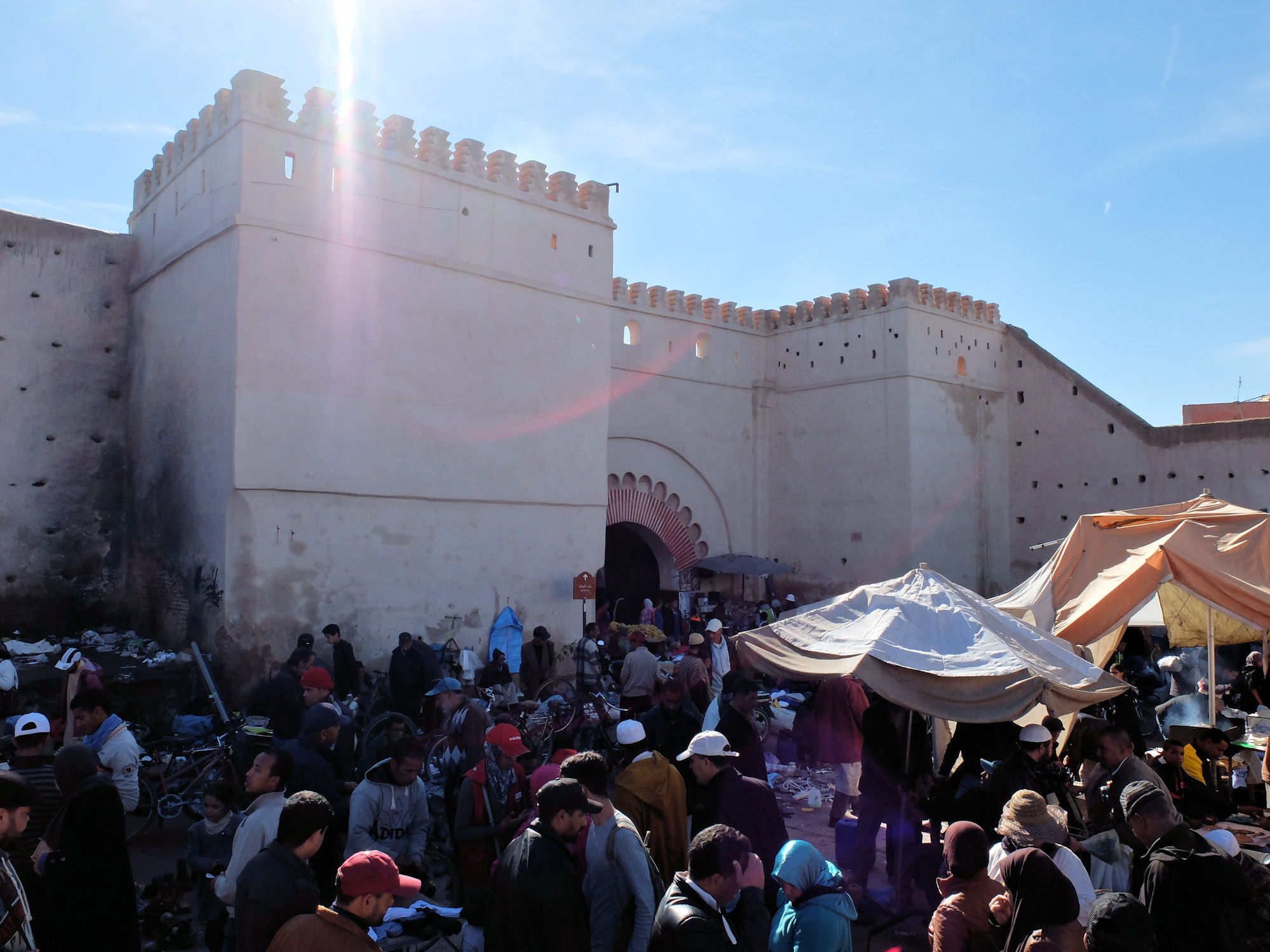
Bab El Khemis, un jour de marché

## Le quartier
Bab El Khemis est connu à Marrakech et dans sa région pour son marché, qui se tenait traditionnellement le jeudi (c'est de nos jours encore, avec le dimanche, le principal jour de marché). C'était autrefois le marché aux dromadaires. Depuis le XIXe, ce marché joue un rôle important d'interface commerciale entre Marrakech et les paysans de la région. Depuis le milieu du XXe siècle, Souq el khemis s'est imposé comme le marché aux puces (joutia en arabe marocain) le plus emblématique de la ville. La joutia s'étend le long des deux artères qui conduisent à la porte et longent en partie le rempart côté extérieur. De l'autre côté du Jardin Bab El Khemis, le souk El Khemis est un vaste souk principalement réservé aux brocanteurs et antiquaires, même si les boutiques d'artisanat, plutôt réservées au gros et au demi-gros, ne sont pas rares. Les échoppes légales côtoient les vendeurs ambulants et les vides-greniers de particuliers. Le souk étant peu fréquenté par les touristes, les prix y sont réputés plus bas que dans les autres souks de la médina.
Les abords de Bab El Khemis forment un point névralgique de la ville. On y trouve un important carrefour où se croisent la RN8/RN9 (Route de Fès et Ouarzazate) et la route des remparts longeant l'oued Issil. Longtemps point noir accidentogène, ce carrefour a été remplacé en 2017 par une trémie souterraine. On trouve aux abords de ce carrefour la wilaya de la région Marrakech-Safi ainsi que la préfecture de police. De l'autre côté de l'oued Issil se trouvent le cimetière de Bab El Khemis et le quartier de Aïn Itti.
Du côté intra-muros, la porte donne accès à plusieurs quartiers plutôt populaires : Qchich au sud-est, Assouel et El Mouqf au sud, et Kaâ El Machraâ à l'ouest.

## Transports
En 2019, Bab Doukkala est en outre desservi par les lignes urbaines suivantes :
- L2 Arset El Bilk - Aïn Itti
- L7 Sidi Youssef Ben Ali - Marché de gros
- L9 Massira III - Douar Dlam
- L32 Bab Doukkala - Bab Aghmat

## Galerie

Photographie colorisée du marché aux dromadaires de Bab El Khemis (1929, Leo Wehrli)
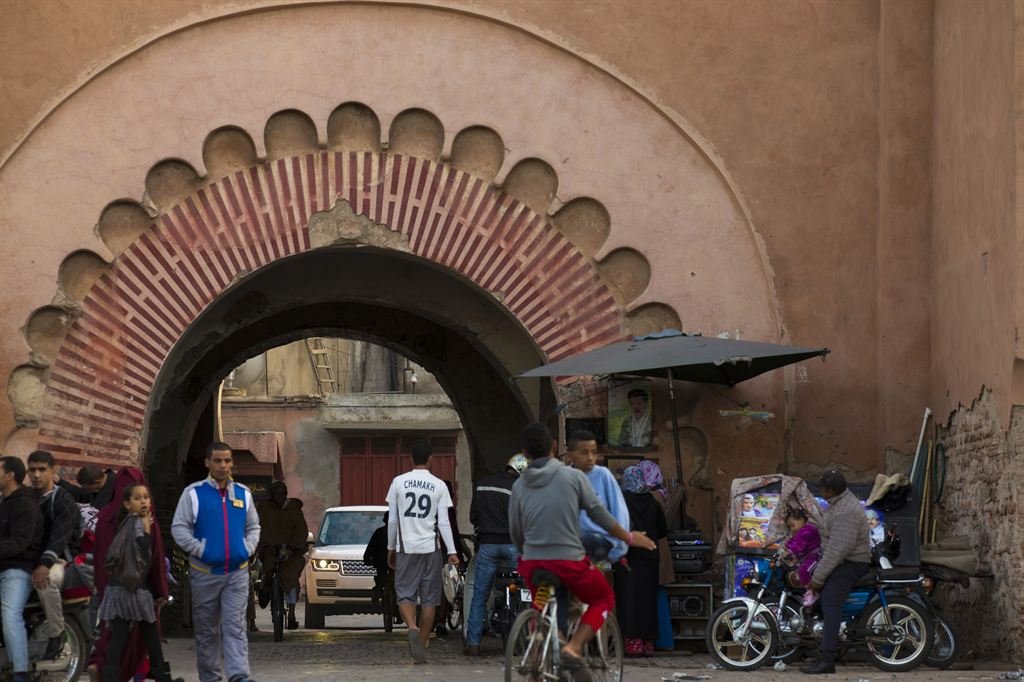
Détail de la porte de Bab El Khemis